# 3-Pentanol
3-Pentanol ist eine organische chemische Verbindung aus der Gruppe der Alkohole. Es ist eines der acht Strukturisomeren der Pentanole.

## Vorkommen

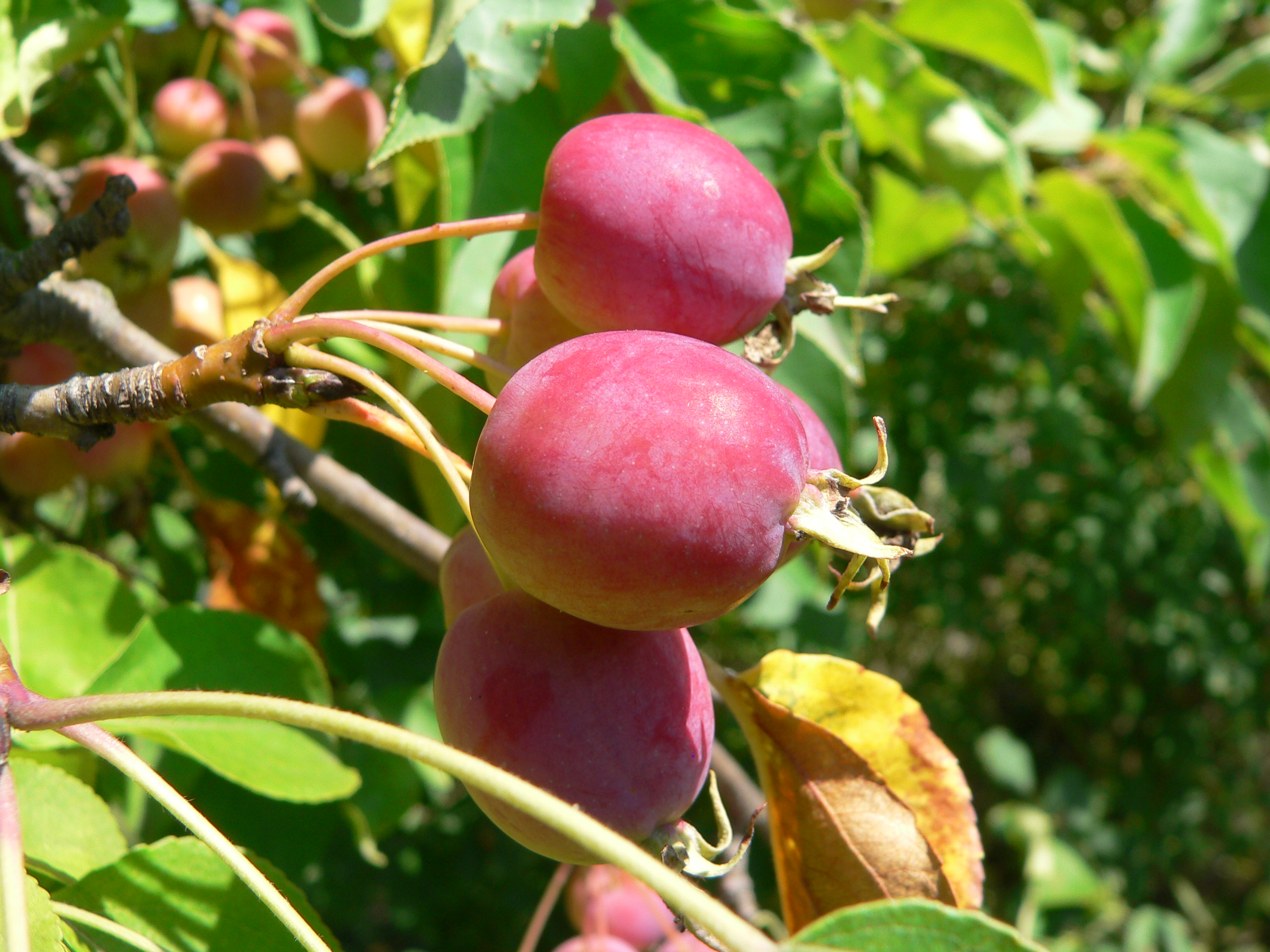
Äpfel

Natürlich kommt 3-Pentanol in Äpfeln (Malus domestica) vor. Daneben findet sich der Alkohol in Lebensmitteln, wie Fleisch- oder Milchprodukten.

## Darstellung und Gewinnung
3-Pentanol kann durch die Hydrolyse von 3-Chlorpentan, die Hydratisierung von 2-Penten oder die Hydrierung von 3-Pentanon gewonnen werden.

## Eigenschaften

### Chemische Eigenschaften
Die Oxidation von 3-Pentanol liefert 3-Pentanon.

### Sicherheitstechnische Kenngrößen
3-Pentanol bildet leicht entzündliche Dampf-Luft-Gemische. Die Verbindung hat einen Flammpunkt bei 30 °C. Der Explosionsbereich liegt zwischen 1,2 Vol.‑% (44 g/m3) als untere Explosionsgrenze (UEG) und 10,5 Vol.‑% (385 g/m3) als obere Explosionsgrenze (OEG). Die Grenzspaltweite wurde mit 0,99 mm bestimmt. Es resultiert damit eine Zuordnung in die Explosionsgruppe IIA. Die Zündtemperatur beträgt 360 °C. Der Stoff fällt somit in die Temperaturklasse T2.

## Verwendung
3-Pentanol wird als Lösungsmittel und Ausgangsstoff in der organischen Synthese verwendet. Außerdem dient es als Flotationsmittel bei der Erzaufbereitung.